# Palavra-chave
Uma palavra-chave é uma palavra que resume os temas principais de um texto. Identifica ideias e temas importantes para servir de referência a pesquisas. Um único parágrafo pode conter várias palavras-chave.
As palavras-chave são usadas sobretudo em arquivística, biblioteconomia, catálogo, artigos e entre outras.
Você pode encontrar e analisar rapidamente milhares de palavras-chave relevantes e precisas usando ferramentas como o Google Keyword Planner ou o Keyword Tool e usá-las para criação de conteúdo, otimização de mecanismos de pesquisa, publicidade com pagamento por clique ou outras atividades de marketing.
Jornalistas, escritores e muitos outros produtores de conteúdo elaboram textos bem fundamentados com regras de SEO para que eles posicionem os sites de forma natural nos motores de busca, gerando novos negócios.